# Fosse de Rœulx
La fosse de Rœulx de la Compagnie des mines d'Anzin est un ancien charbonnage du Bassin minier du Nord-Pas-de-Calais, situé à Escaudain. Les deux puits sont commencés en 1854 et la fosse commence à produire quatre ans plus tard. Un terril no 161, Rœulx, est entrepris au nord du carreau. Des cités minières sont construites. La fosse est détruite durant la Première Guerre mondiale. Elle cesse d'extraire en mars 1939.
La Compagnie des mines d'Anzin est nationalisée en 1946, et intègre le Groupe de Valenciennes. Elle assure l'aérage de la fosse Schneider jusqu'en 1956, les puits nos 1 et 2 sont respectivement remblayés en 1957 et 1958, et les installations de surfaces détruites. La construction de l'autoroute A21 entraîne l'exploitation intégrale du terril conique, ainsi que la destruction de nombreuses maisons, celle-ci étant situées sur son tracé.
Le carreau de fosse est devenu une zone industrielle. Au début du XXIe siècle, Charbonnages de France matérialise les têtes des puits de Rœulx nos 1 et 2. Les cités restantes ont été rénovées. La zone industrielle a été étendue sur le site du terril.

## La fosse

### Fonçage
La Compagnie des mines d'Anzin ouvre en 1854 deux puits, au sud d'Escaudain, près des limites avec Rœulx. Le puits no 2 est creusé à 25 mètres au nord-est du puits no 1.

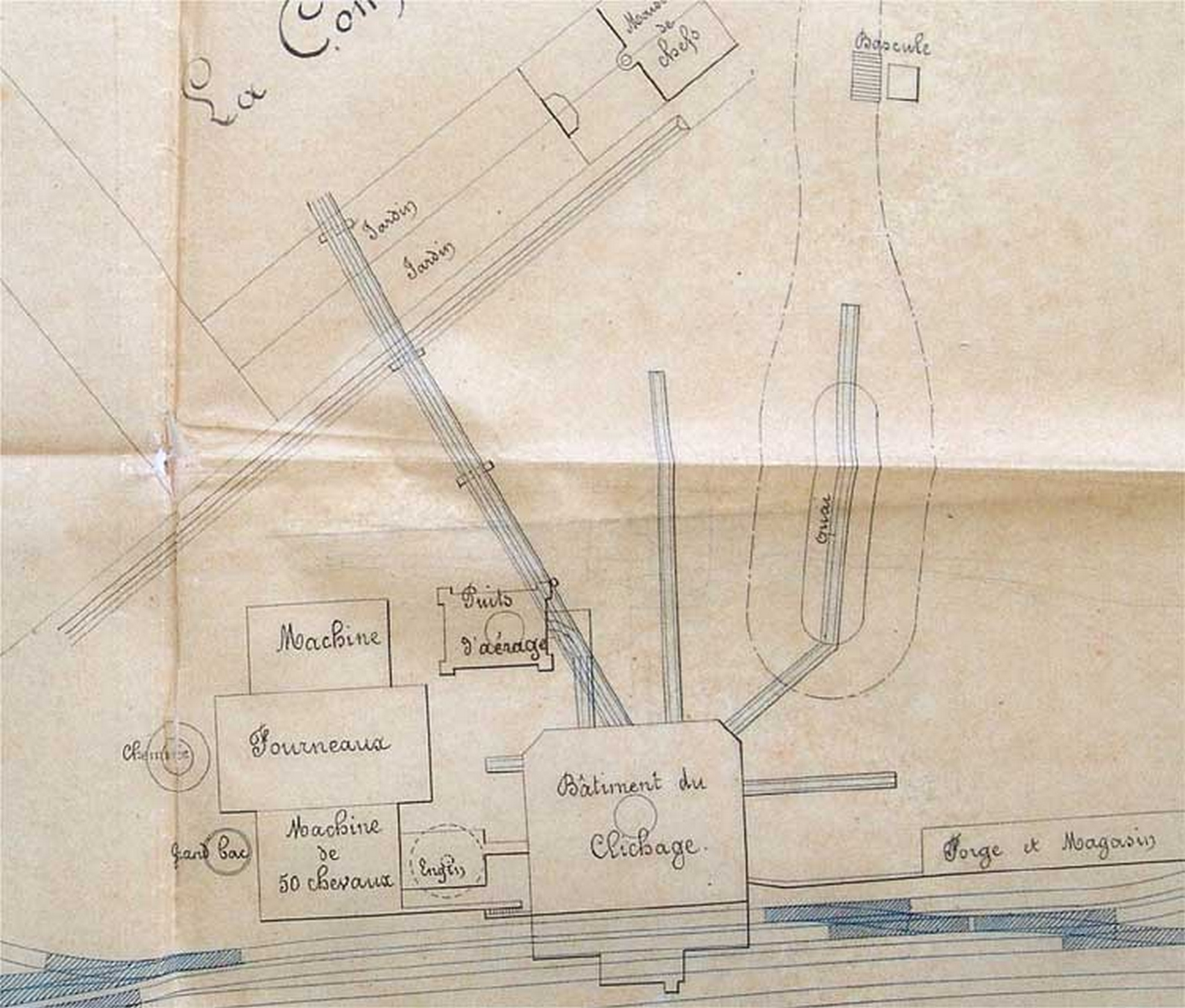
Plan des installations de surface.

L'orifice des puits est situé à l'altitude de 40 mètres. Le terrain houiller est atteint à la profondeur de 80 mètres,, presque à l'affleurement de Première veine du sud.

### Exploitation
La fosse commence à extraire en 1858. Les veines sont renversées, et le gisement est difficilement exploitable. La fosse est située le long de la ligne de Busigny à Somain. Elle est sise à 3 888 mètres à l'ouest de la fosse Enclos.
La fosse est détruite durant la Première Guerre mondiale. Elle cesse d'extraire en mars 1939, après avoir remonté 8 151 545 tonnes de houille.
La Compagnie des mines d'Anzin est nationalisée en 1946, et intègre le Groupe de Valenciennes. À ce titre, la fosse est utilisée à partir de cette date afin d'assurer l'aérage de la fosse Schneider des mines de Douchy, sise à Lourches à 862 mètres au sud-est. À la suite de l'arrêt de cette dernière, la fosse de Rœulx ferme à son tour en 1956. Le puits no 1, profond de 559 mètres, est remblayé en 1957, le puits no 2, profond de 550 mètres, l'est l'année suivante. L'ensemble des installations est détruit.

### Reconversion
Au début du XXIe siècle, Charbonnages de France matérialise les têtes des puits de Rœulx nos 1 et 2. Le BRGM y effectue des inspections chaque année. Il ne reste rien de la fosse.

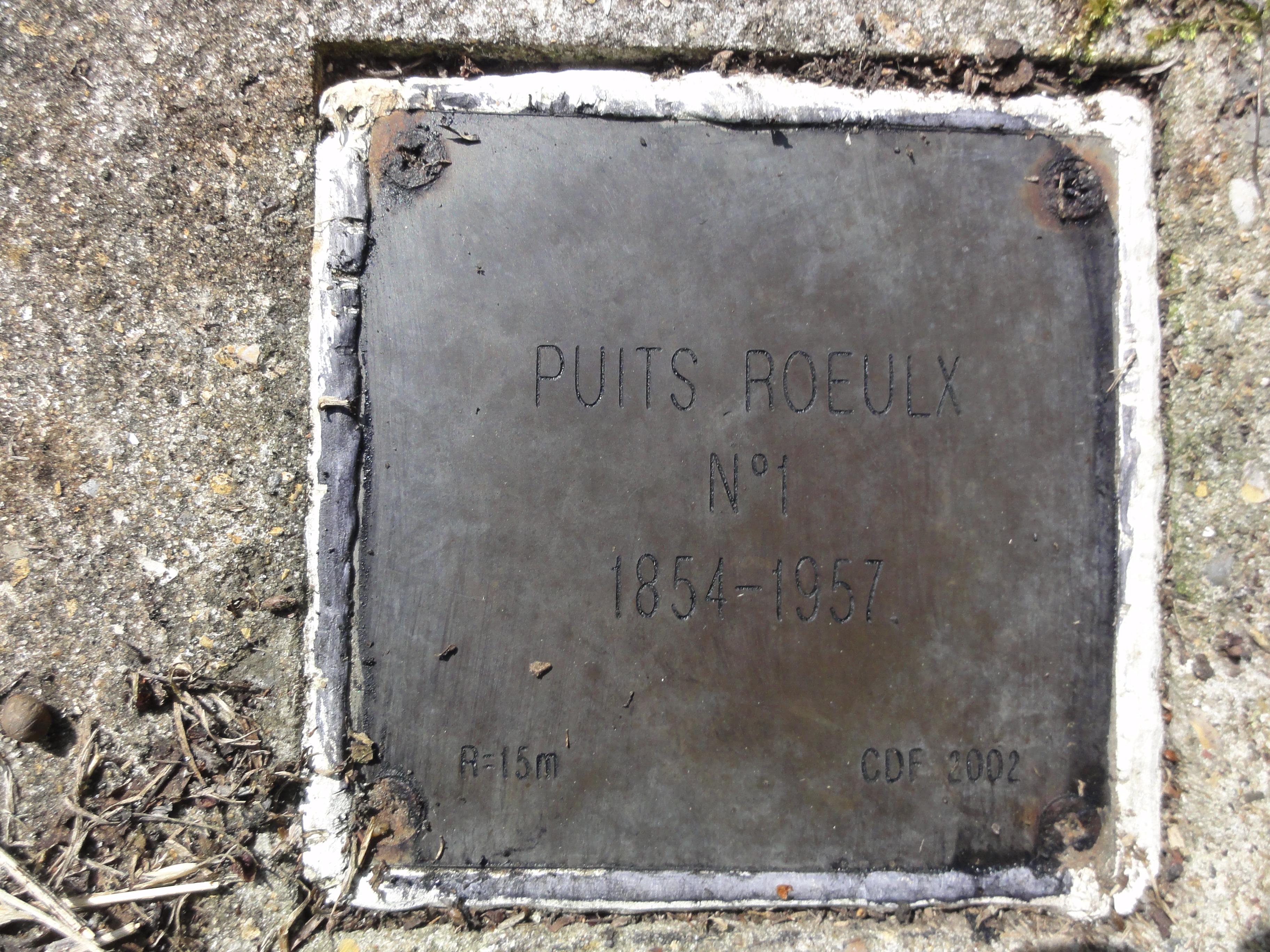
Puits de Rœulx no 1, 1854-1957.
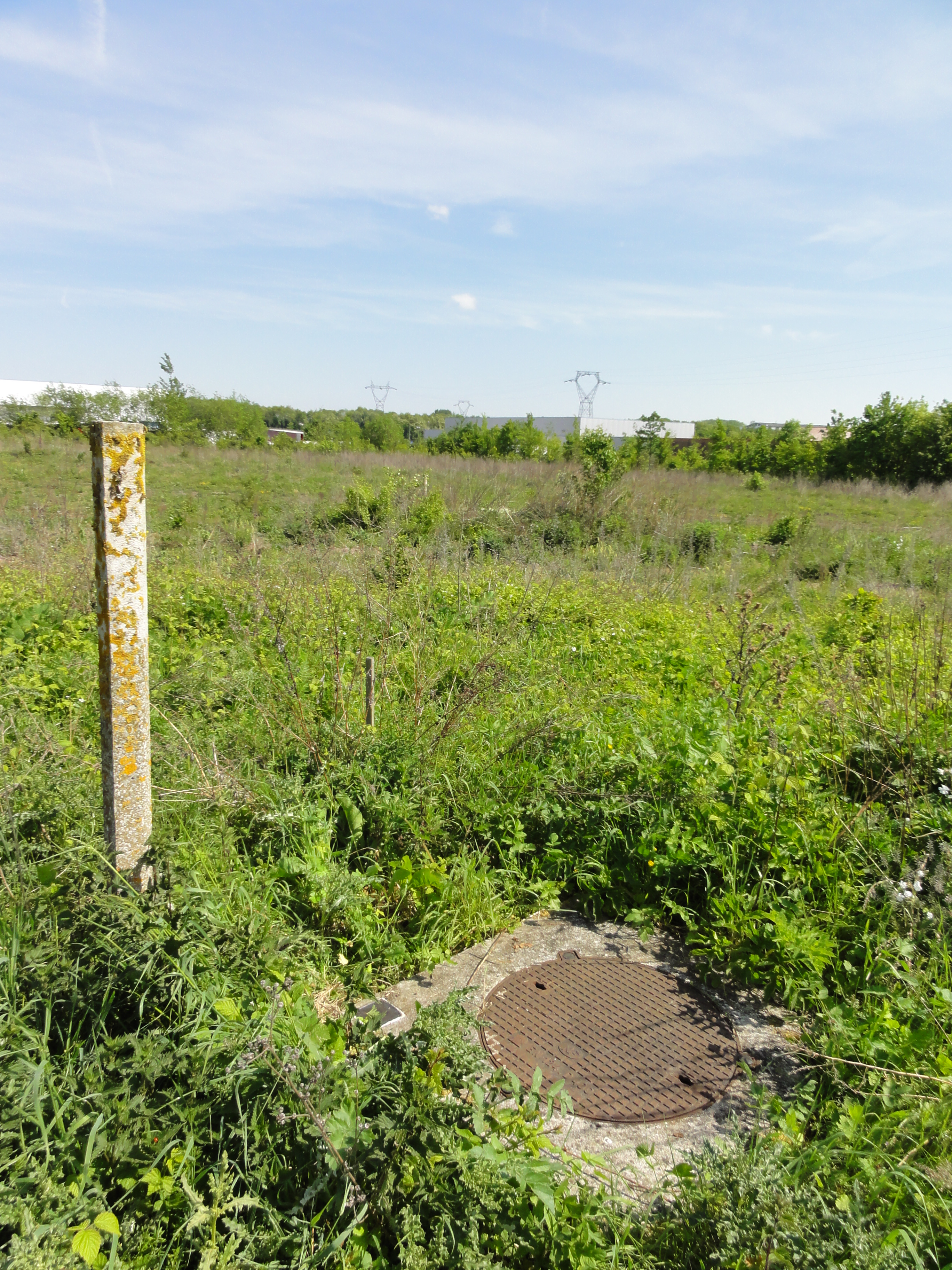
Le puits no 1 dans son environnement.
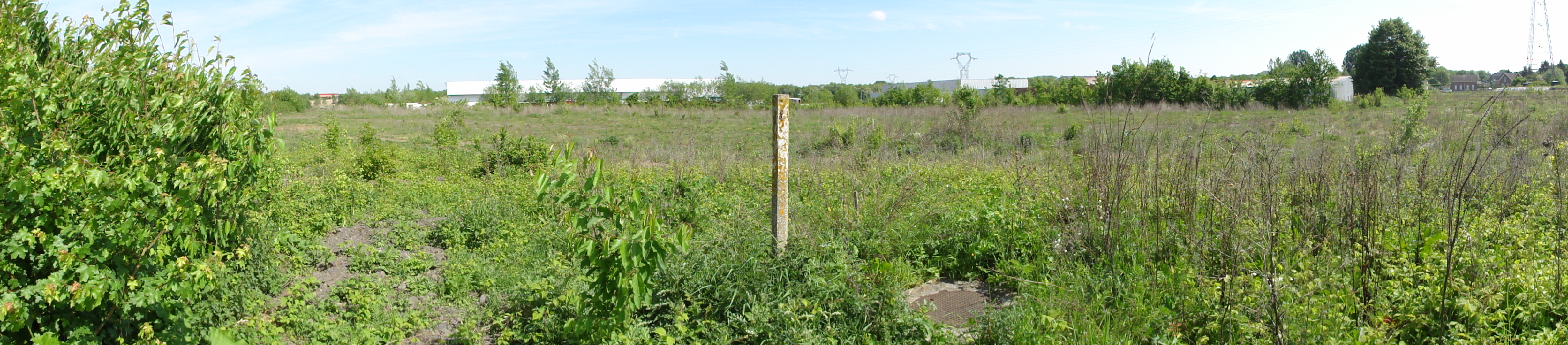
Le puits no 1 dans son environnement.
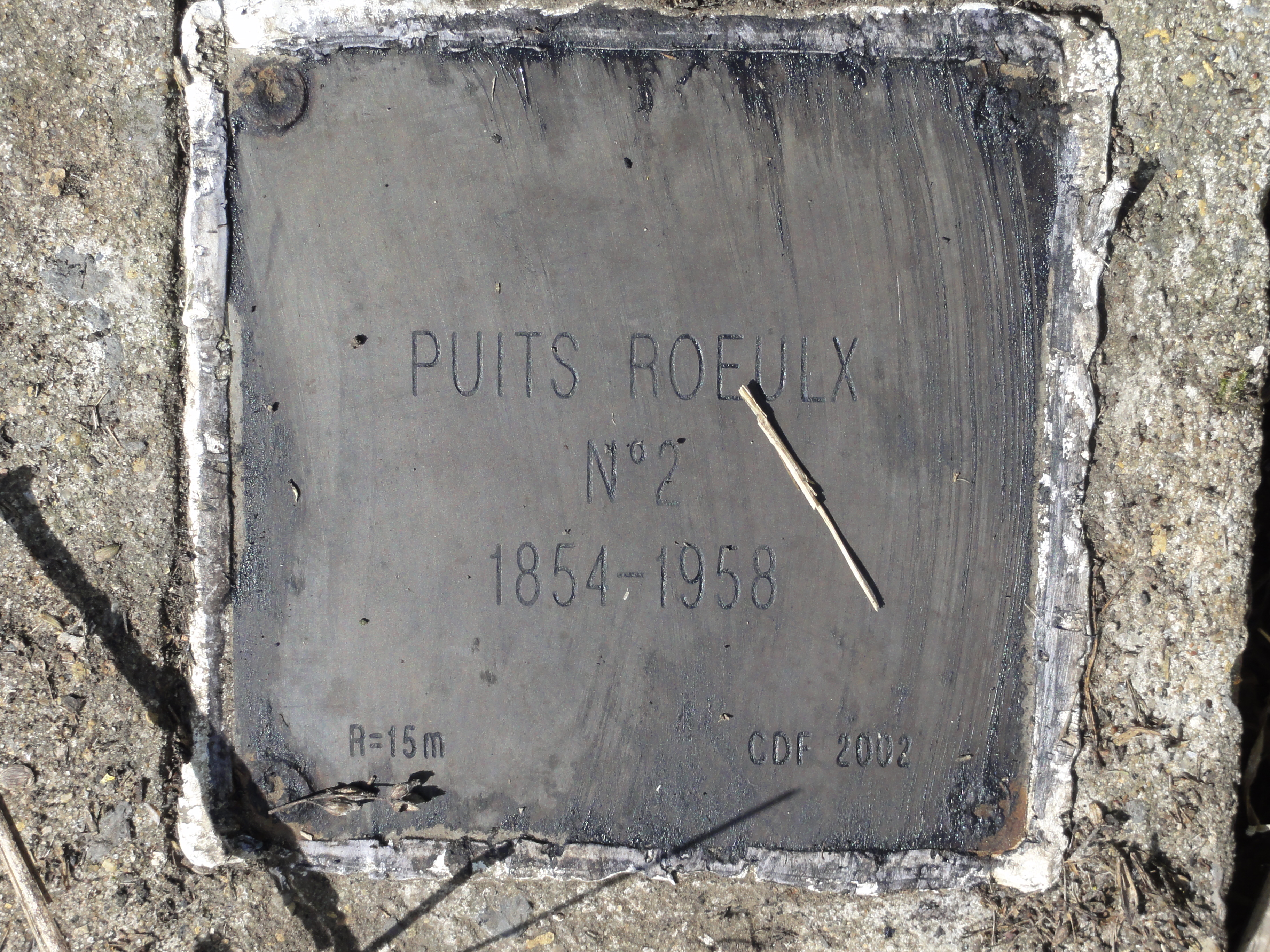
Puits de Rœulx no 2, 1854-1958.
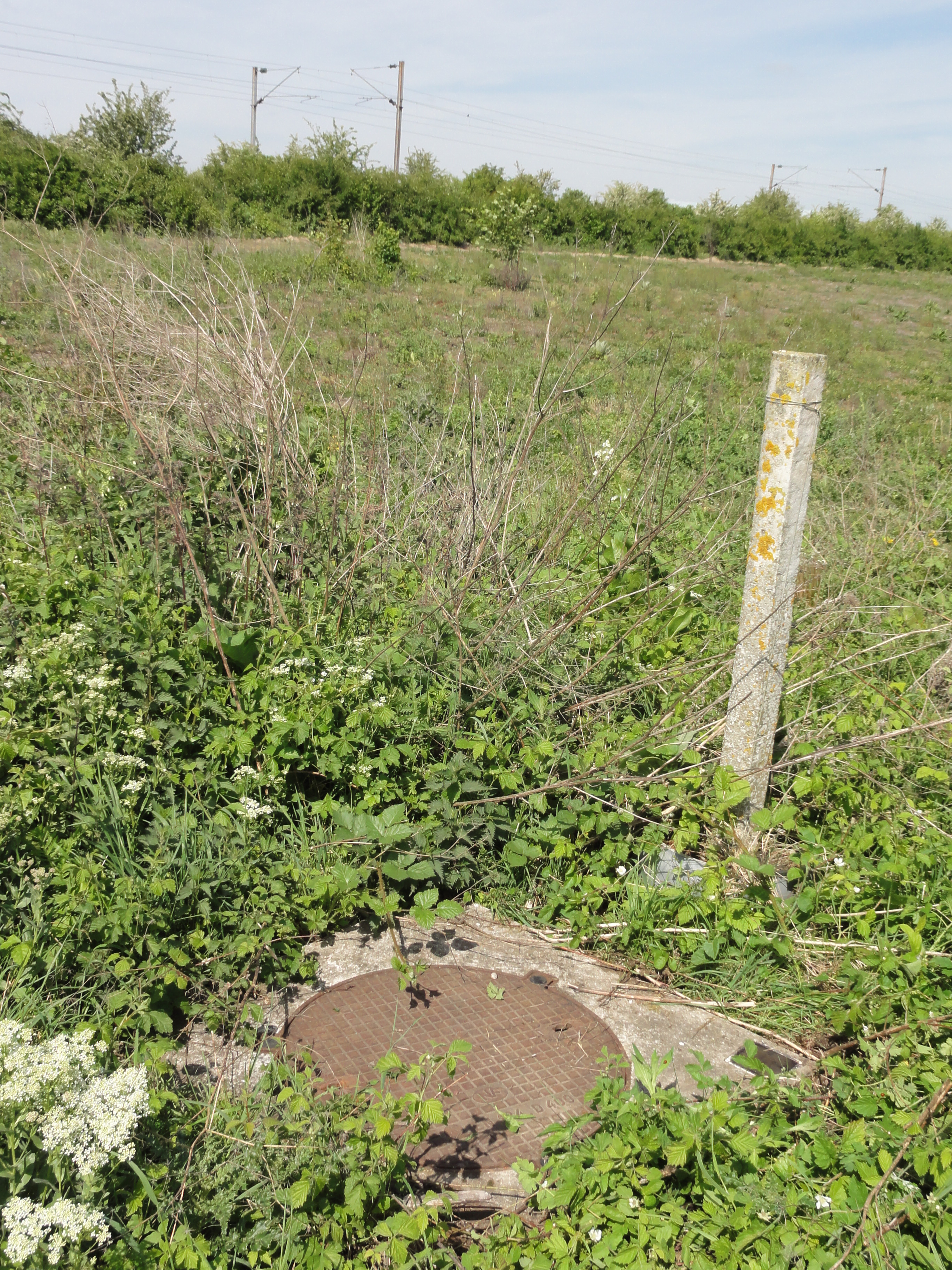
Le puits no 2 dans son environnement.
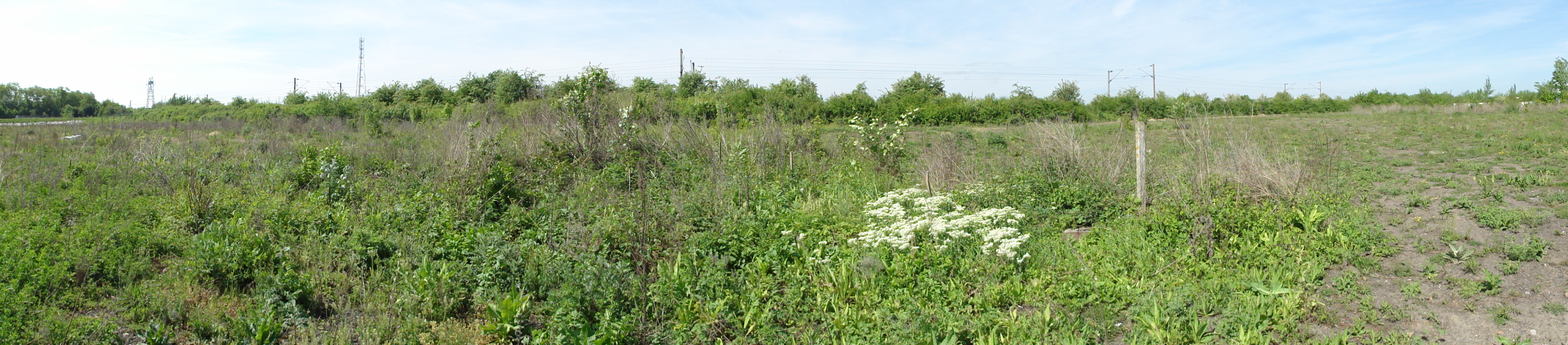
Le puits no 2 dans son environnement.

## Le terril
50° 19′ 23″ N, 3° 20′ 25″ E

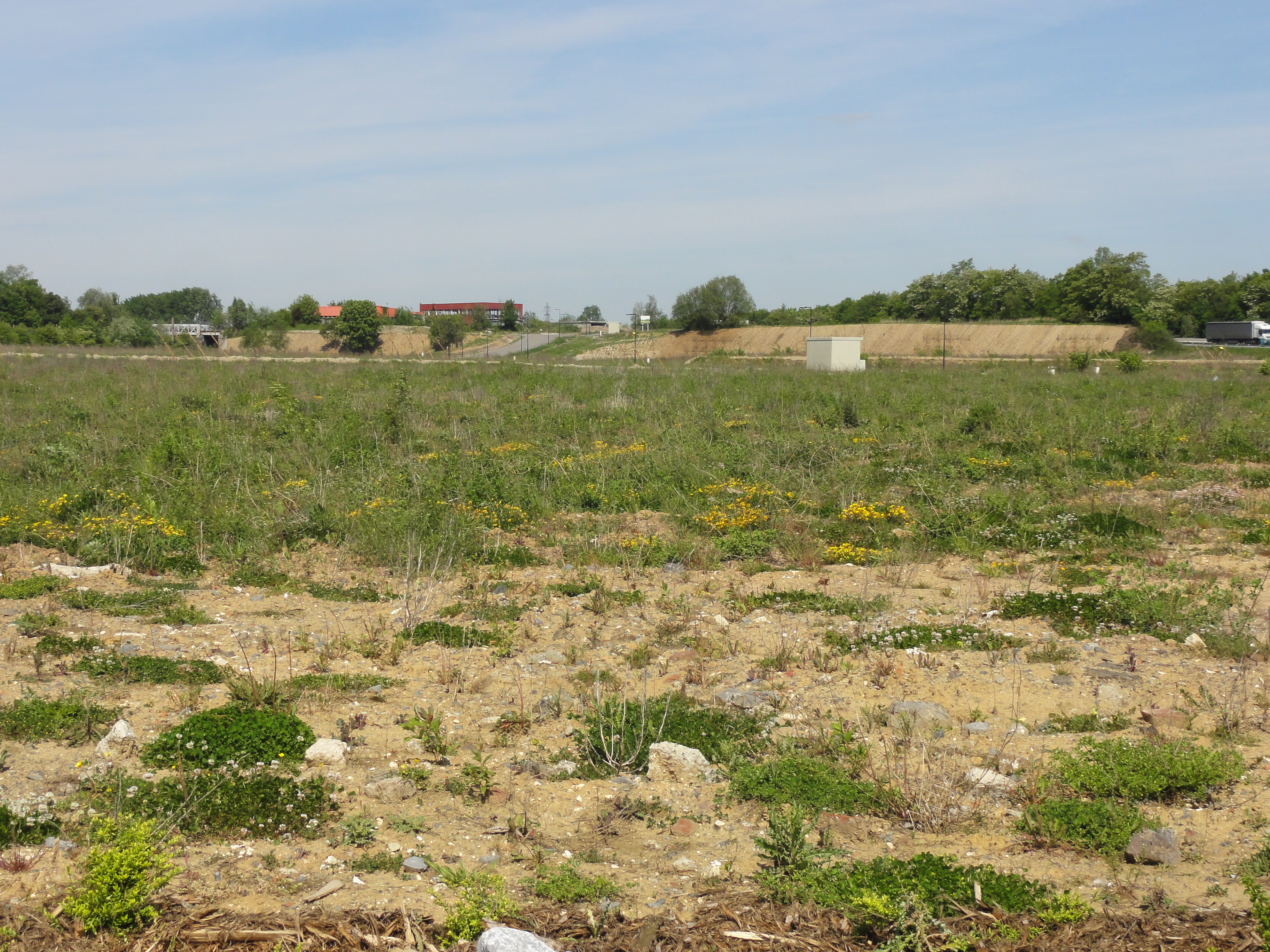
Le site du terril de Rœulx.

Le terril no 161, Rœulx, disparu, situé à Escaudain, est le terril conique de la fosse de Rœulx des mines d'Anzin. Initialement haut de 65 mètres, il a été intégralement exploité,.

## Les cités
Des cités ont été bâties à proximité de la fosse. Certaines ont été détruites à cause de la construction de l'autoroute A21.

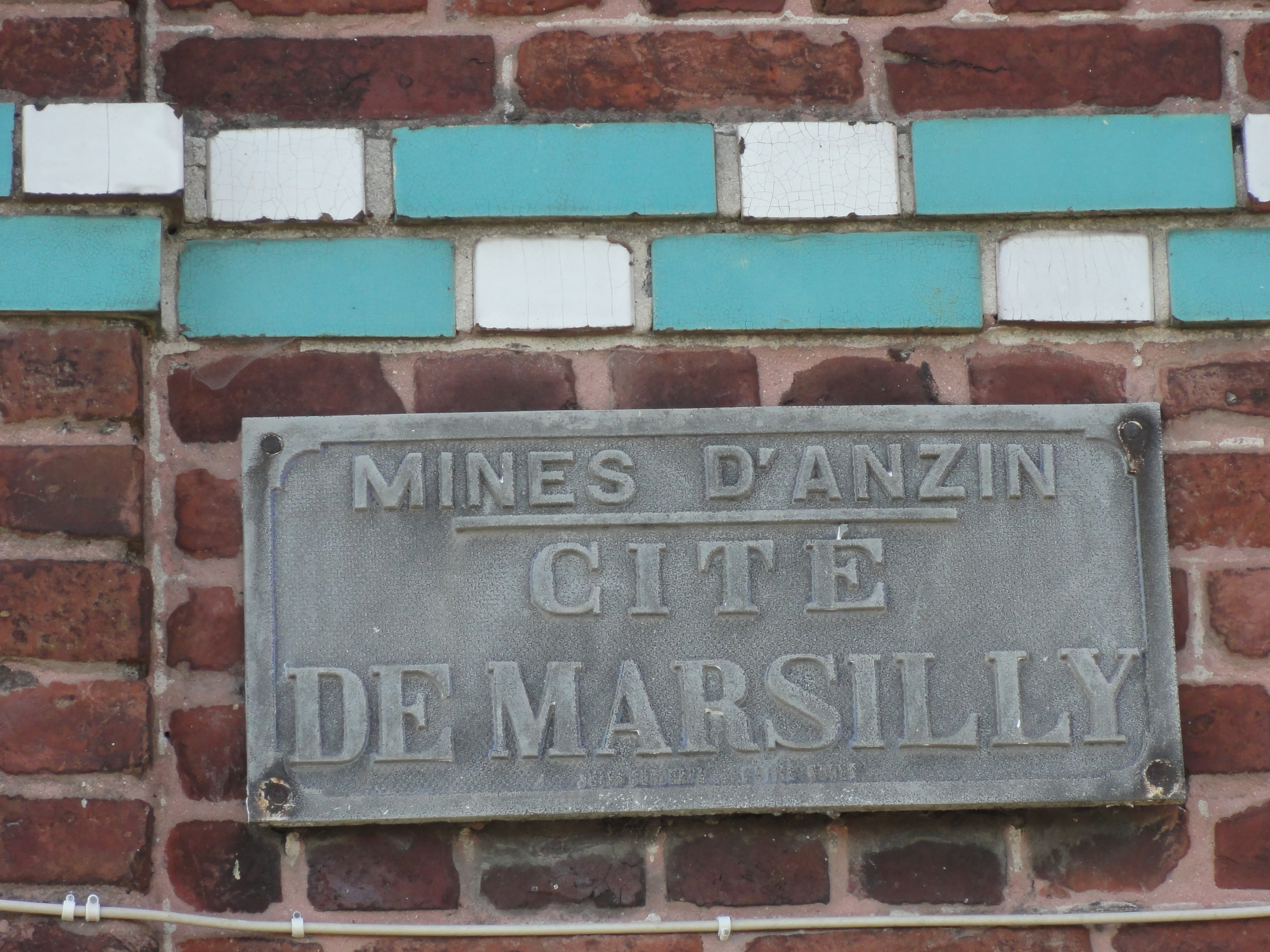
Plaque de rue indiquant « Mines d'Anzin, Cité de Marsilly ».
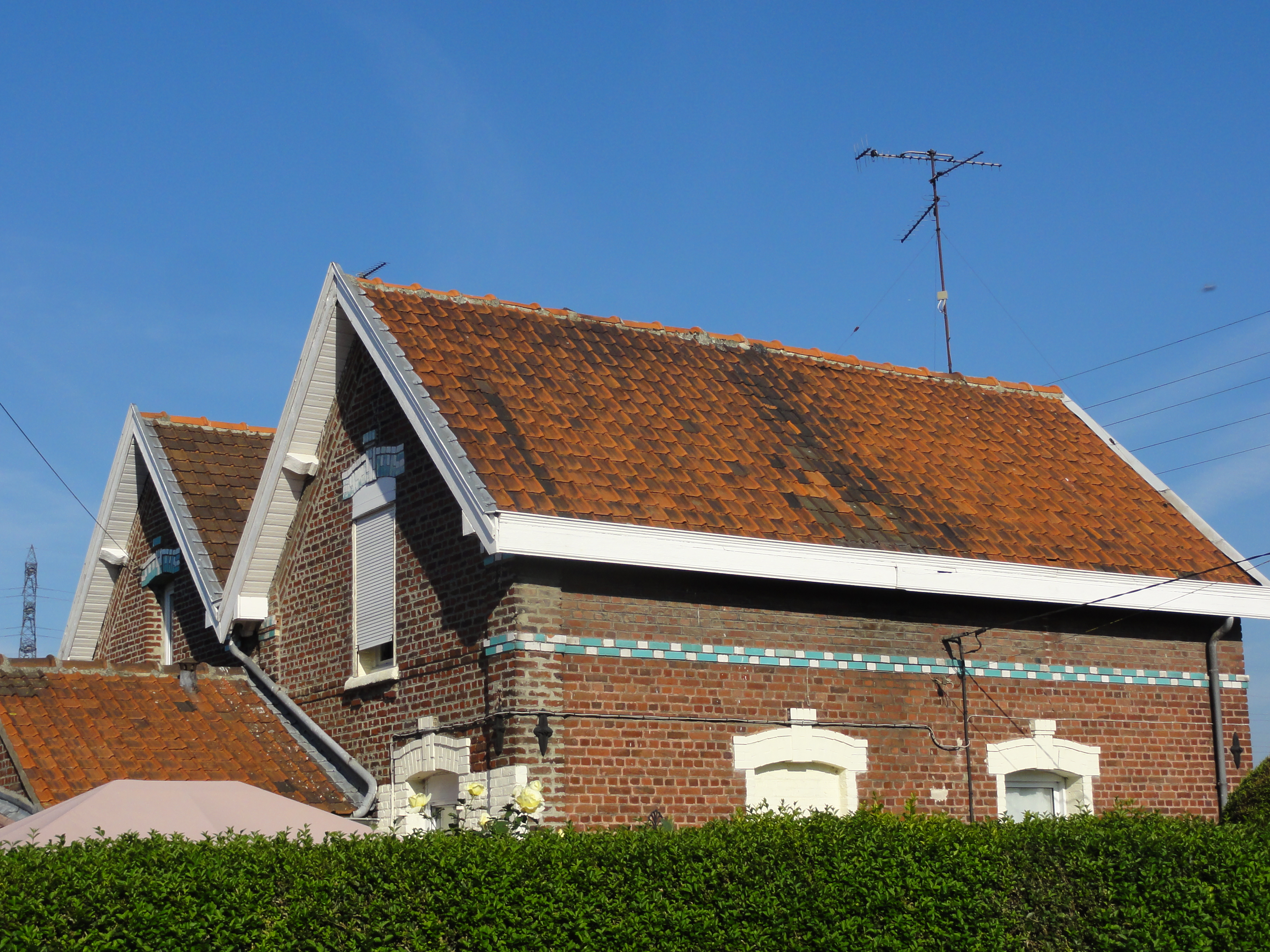
Des habitations groupées par deux, situées à l'entrée d'une cité.
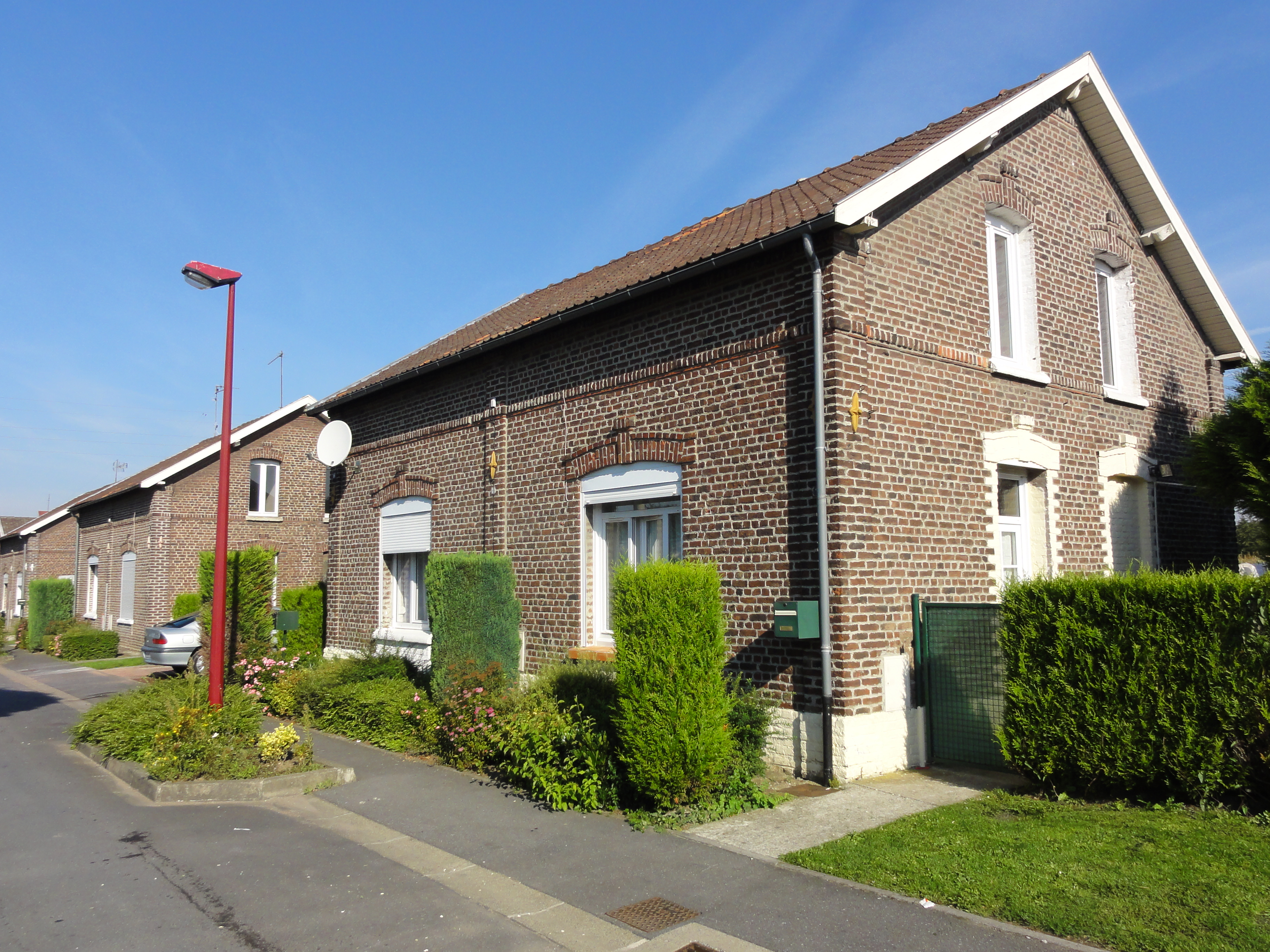
Des habitations groupées par deux.
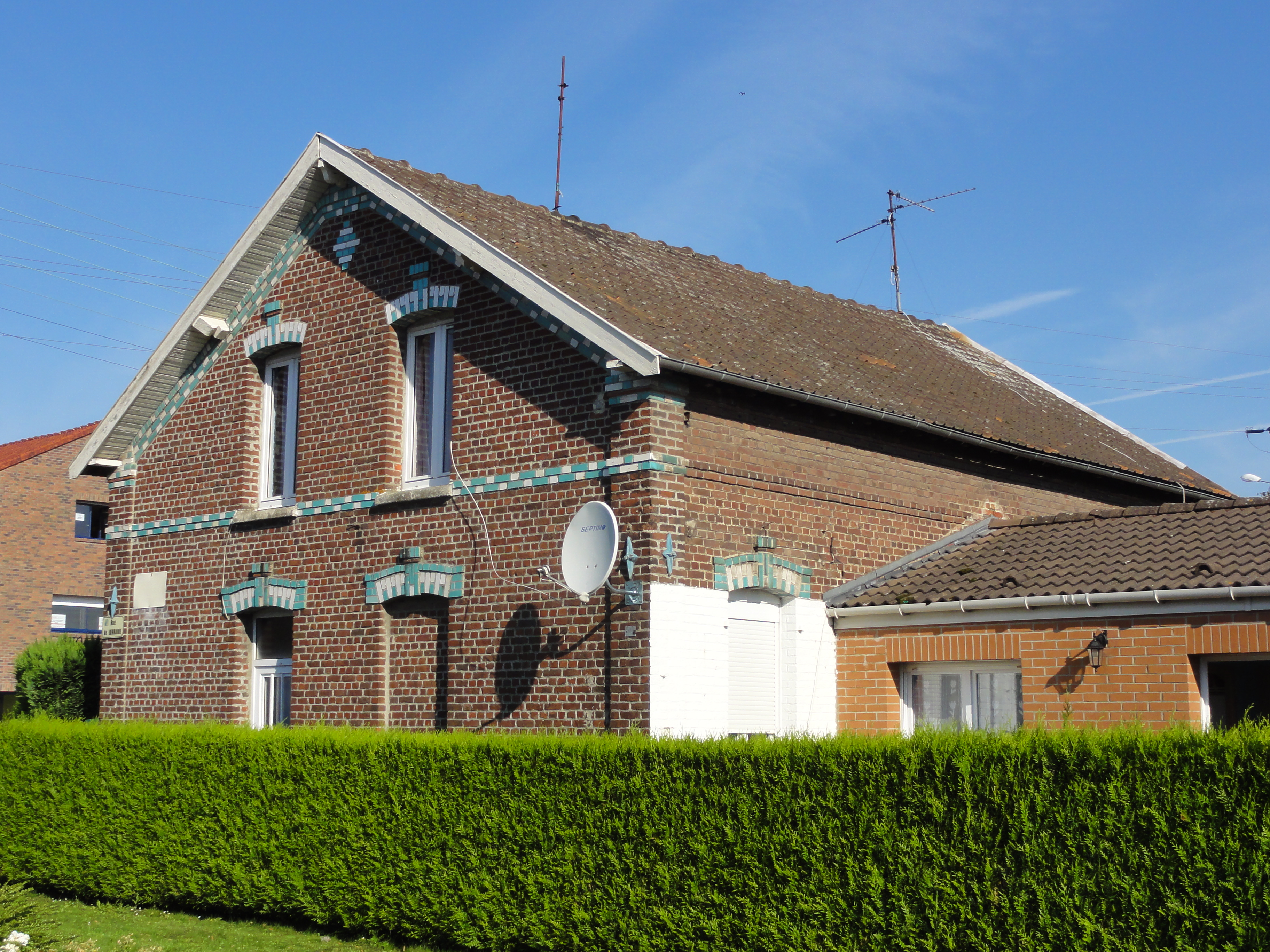
Des habitations groupées par deux, situées à l'entrée d'une cité.
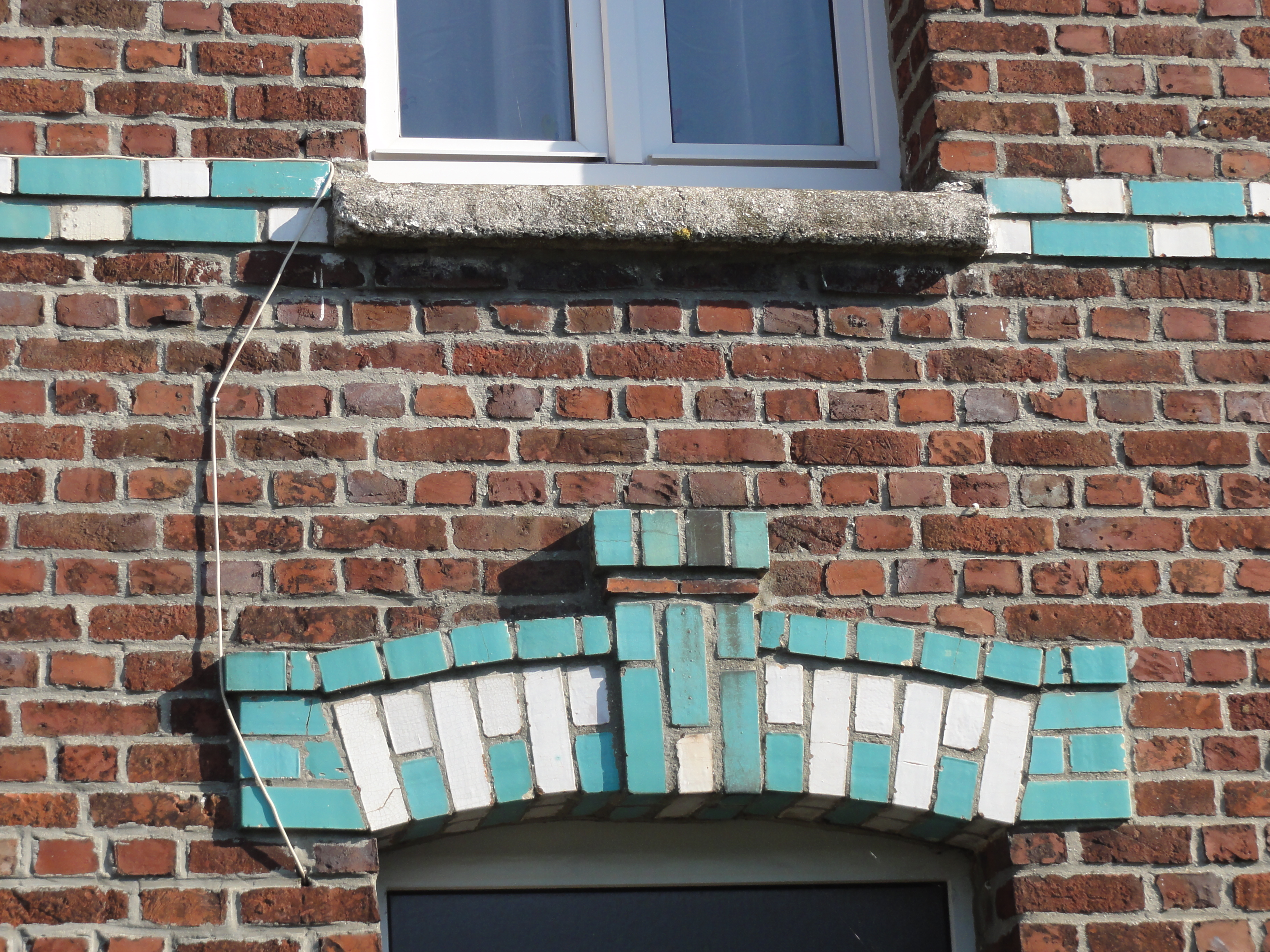
Des briques vernies sont utilisées.
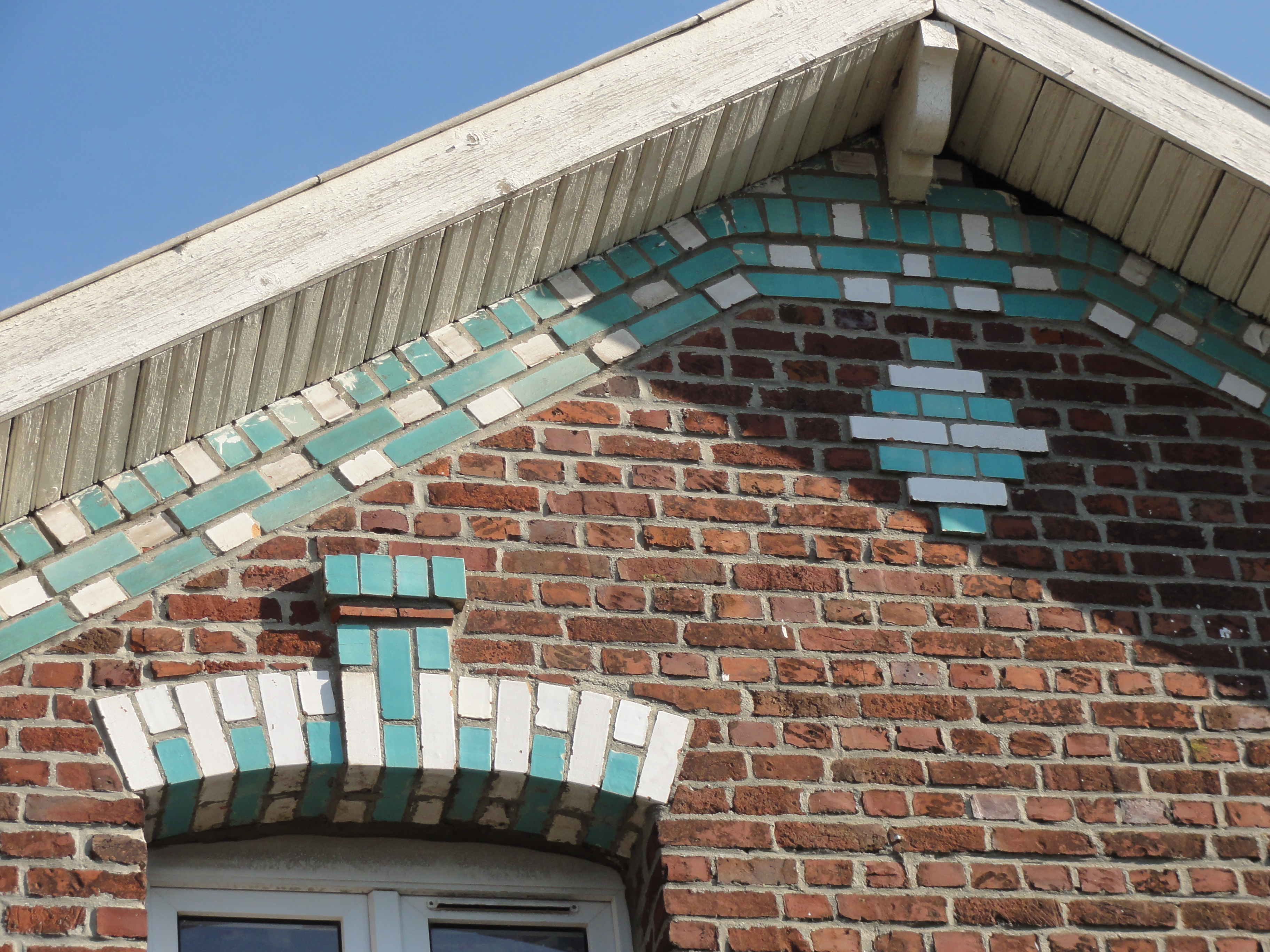
L'esthétique est particulièrement soignée.

## Catastrophe du 19 janvier 1920

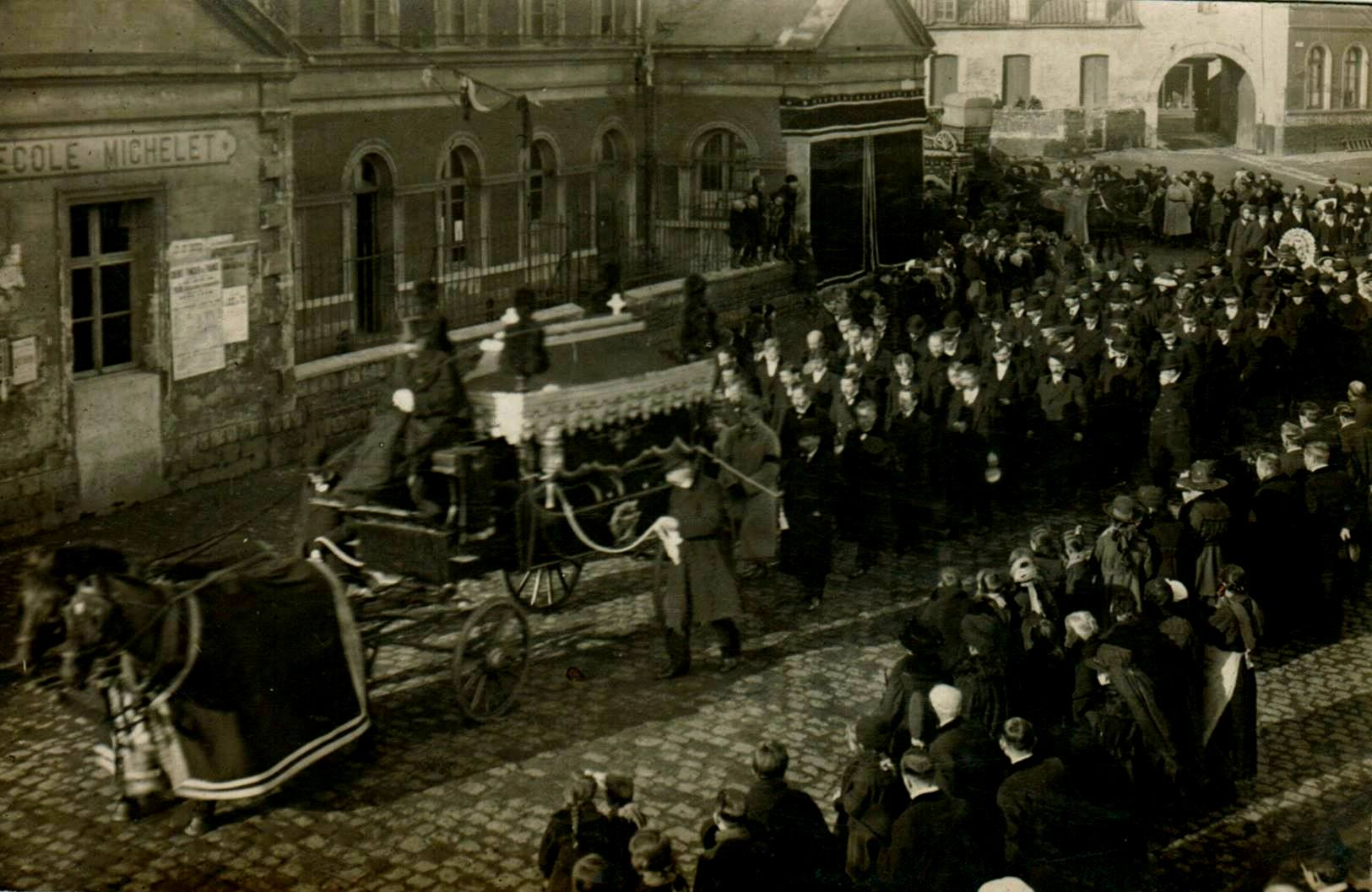
Funérailles à Escaudain

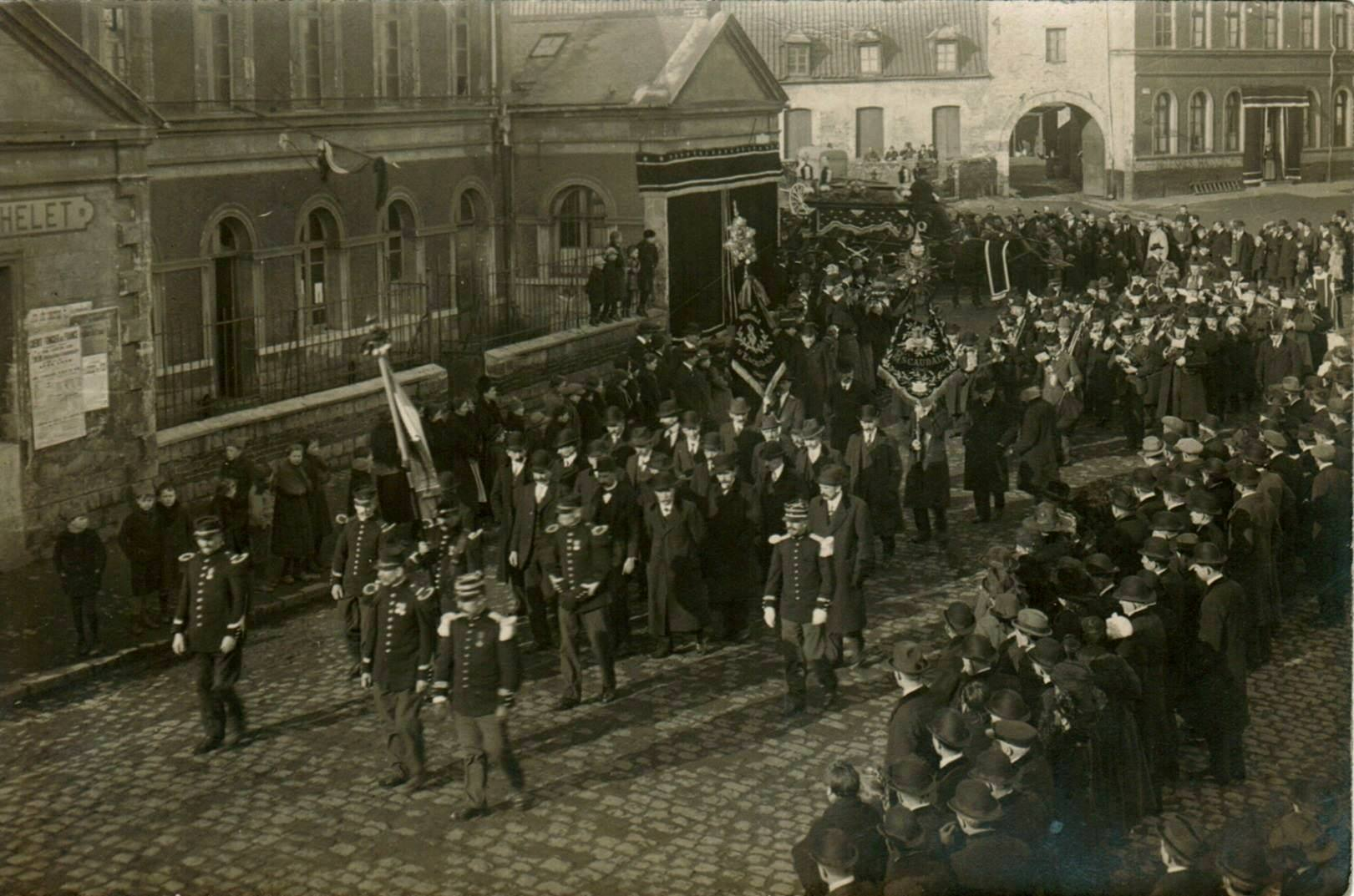
Funérailles à Escaudain

Après les destructions de la Première Guerre mondiale, la Compagnie des mines d'Anzin travaillait à la reconstruction des puits démolis par les Allemands. Depuis plus d'un an c'était le cas à la fosse de Rœulx et ceci sans incidents. Un câble avait été commandé le 19 novembre 1919 pour la remise en état du chevalement. Un accident s'est produit le 19 janvier 1920 à la fosse Rœulx, de la compagnie des mines d'Anzin, à Escaudain, au moment de la descente et de la remonte des mineurs. Ces descentes et remontes se font à l'aide d'un treuil. La quatrième cage montante se trouvait à 50 mètres au-dessus de l'accrochage à 350 mètres de profondeur, lorsque l'arbre du tambour du treuil sur lequel s'enroulait le câble s'est rompu ; la cage, qui contenait une vingtaine d'ouvriers, est tombée dans le puits à 350 mètres de profondeur. La cabine se brisa au fond du puits, entraînant dans la mort les mineurs qui y avaient pris place pour remonter à la surface après leur pénible journée.
Après de nombreuses heures d'attente, les secouristes remontèrent 17 corps à la surface du sol : 14 habitaient à Escaudain, mais 3 vivaient à Rœulx. L'enterrement des victimes de la catastrophe eut lieu le samedi 24 janvier 1920 avec 14 cercueils exposés en l'église d'Escaudain.
La liste des victimes pour Escaudain : Victor Lebon, 54 ans, marié, sans enfant ; Léon Derbomez, 54 ans, marié, 4 enfants ; Charlemage Deu.., 51 ans, marié, 2 enfants ; Paul Théry, 19 ans, célibataire ; Hippolyte Hourez, 51 ans, marié, 2 enfants ; Arthur Lahure, 19 ans, célibataire ; Louis Dévémy, 19 ans, célibataire ; François Dernoncourt, 42 ans, marié, 2 enfants ; Hippolyte Dubois, 31 ans, marié, 2 enfants ; François Bézy, 26 ans, célibataire ; Florent Bézy, 53 ans (deux fils tués à l'ennemi, il ne reste que la mère) ; Lucien Dhenain, 22 ans, célibataire ; J-B Denain, 22 ans, célibataire ; Émile Dhenain, 43 ans, marié, 2 enfants. Les victimes de Rœulx sont Charles Houdari, 47 ans, marié, 8 enfants ; Joseph Monneven, 29 ans, marié, 1 enfant ; Henri Legrand, 23 ans, célibataire.